# Robert Meibauer
Robert Meibauer (* 27. November 1833 in Nelep; † 9. April 1897 in Berlin) war Jurist und Mitglied des Deutschen Reichstags.

## Leben
Meibauer war von 1849 bis 1853 auf dem Gymnasium in Köslin und studierte dann drei Jahre in Berlin Rechtswissenschaften. Während seines Studiums wurde er 1854 Mitglied der Burschenschaft Normannia Berlin. Ab 1862 war er Rechtsanwalt und Notar in Polzin. Ab 1871 war er in gleicher Funktion in Dramburg und ab 1879 in Berlin. In Polzin und Dramburg war er auch Stadtverordneter bzw. Stadtverordneten-Vorsteher. Als Offizier nahm er an den Kriegen 1866 und 1870/71 teil und wurde mit dem Kronenorden mit Schwertern, dem Eisernen Kreuz und der Landwehr-Dienstauszeichnung I. Klasse ausgezeichnet.
Von 1881 bis 1887 war er Mitglied des Deutschen Reichstags erst für die Deutsche Fortschrittspartei, dann für die Deutsche Freisinnige Partei. 1881 bis 1884 vertrat er den Reichstagswahlkreis Großherzogtum Oldenburg 1.